# Mordella marginata
Mordella marginata es una especie de coleóptero de la familia Mordellidae. Presenta las siguientes subespecies: M. m. lineata y M. m. marginata.

## Distribución geográfica
Habita en Estados Unidos.